# الجوهرة التي كانت لنا
الجوهرة التي كانت لنا هي رواية جريمة من تأليف كولن ديكستر، وهي الرواية التاسعة في سلسلة المفتش مورس.

## الشخصيات
- كبير المفتشين مورس: هو محقق الشرطة الرئيسي.
- الرقيب لويس : هو شريك مورس.
- ماكس: أخصائي علم الأمراض بالشرطة والذي عمل مع شرطة أكسفورد طوال مدة وجود مورس.
- كبير المشرفين: مورس يقدم تقاريره إليه.
- الرقيب ديكسون: هو من بين الموظفين الذين يساعدون مورس.

منظمو الرحلات والمقدمون
- جون أشيندن: قائد الرحلة.
- شيلا ويليامز: هي مسؤولة الاتصال ومنظمة الأحداث في الجامعة.
- الدكتور ثيودور كيمب: أمين متحف الأشموليان.
- ماريون كيمب : هي زوجة كيمب.
- سيدريك داونز: وهو خبير في الهندسة المعمارية الإنجليزية في القرون الماضية.
- لوسي داونز : هي زوجة سيدريك.

أمريكيون متقاعدون في رحلة المدن التاريخية في إنجلترا
- إيدي ستراتون: متزوج من لورا لمدة عامين تقريبًا.
- لورا ستراتون: متزوجة من إيدي، زوجها الثاني.
- فيل ألدريتش: هو رجل هادئ.
- جانيت روسكو: إنها صغيرة الحجم وصاخبة، وتتحدث عن معرفتها بإنجلترا وتاريخها.
- هوارد وشيرلي براون: أصبحا صديقين لعائلة ستراتون في الرحلة.
- سام وفيرا كرونكويست: أحد الأزواج القلائل في هذه الرحلة.
- نانسي وايزمان: تجلس أحيانًا بجوار فيل، وتكتب لابنتها في المنزل أثناء الرحلة.

## طبعات
- 1991، لندن: ماكميلان (ردمك 0-333-43139-1)، تاريخ النشر 11 يوليو 1991، غلاف مقوى
- 1992، نيويورك: دار كراون (ردمك 0-517-58847-1)، تاريخ النشر 24 مارس 1992، غلاف مقوى